# 海老沢敏
海老沢 敏（えびさわ びん、1931年11月22日 - ）は、日本の音楽学者、国立音楽大学名誉教授。新国立劇場オペラ研修所所長、日本モーツァルト研究所所長、ボローニャ王立音楽アカデミー名誉会員。
モーツァルト研究の権威。妻はピアニストの小川京子。

## 来歴
東京府生まれ。東京都立石神井高等学校を経て、1955年に東京大学文学部美学科卒業。1958年、同大学院修士課程修了。1962年から2年間、フランス政府給費留学生。東京大学文学部助手、国立音楽大学教授、同学長、学園長を歴任し、名誉教授。のち、尚美学園大学大学院特別専任教授。
1982年『ルソーと音楽』でサントリー学芸賞。1987年『むすんでひらいて考』で芸術選奨文部大臣賞。1989年ザルツブルク国際モーツァルテーウム財団名誉財団員、同財団モーツァルト研究所所員。1991年NHK放送文化賞、ザルツブルク州黄金勲章受章。1996年紫綬褒章。2007年文化功労者。その他、オーストリア共和国有功勲章学術・芸術第一等十字章、フランス政府学術功労勲章オフィシエおよび芸術文化勲章オフィシエ受章。

## 単著
- 『モーツァルト』音楽之友社(大音楽家人と作品) 1961
- 『音楽の思想 西洋音楽思想の流れ』音楽之友社, 1972
- 『モーツァルト研究ノート』音楽之友社 (モーツァルト叢書) 1973
- 『モーツァルト像の軌跡』音楽之友社 (モーツァルト叢書) 1977
- 『ルソーと音楽』白水社, 1981　「ジャン=ジャック・ルソーと音楽」ぺりかん社、2012.12
- 『横顔のモーツァルト』音楽之友社, 1982
- 『モーツァルトを聴く』岩波新書, 1983
- 『作曲家の肖像』音楽之友社, 1983 「巨匠の肖像」中公文庫
- 『モーツァルトの生涯』白水社, 1984.6  のちＵブックス
- 『新モーツァルト考』日本放送出版協会(NHK市民大学)　1984　日本放送出版協会 (NHKブックス) 1987
- 『むすんでひらいて考 ルソーの夢』岩波書店, 1986
- 『モーツァルトは鏡 私のモーツァルト・クロニクル』音楽之友社, 1987
- 『モーツァルト・十八世紀そして現在 対談・鼎談・座談集』音楽之友社, 1988
- 『ミューズの教え 古代音楽教育思想をたずねる』音楽之友社, 1990
- 『モーツァルトは宇宙 続私のモーツァルト・クロニクル』音楽之友社, 1990
- 『モーツァルトちょっと耳寄りな話』日本放送出版協会, 1992
- 『モーツァルトを語る 講演集』音楽之友社, 1992
- 『モーツァルトは祭 続々私のモーツァルト・クロニクル』音楽之友社, 1994
- 『モーツァルトのザルツブルク 新私のモーツァルト・クロニクル』音楽之友社, 1996
- 『超越の響き モーツァルトの作品世界』小学館, 1999
- 『モーツァルトとルソー 魅せられた魂の響奏 続・私の新モーツァルト・クロニクル』音楽之友社, 2000
- 『変貌するモーツァルト』岩波現代文庫, 2001
- 『瀧廉太郎 夭折の響き』岩波新書, 2004
- 『モーツァルトの廻廊 Mozart chronicle 2006』春秋社、2008.3
- 『モーツァルトの虚実 その生と死』ぺりかん社、2011.11

### 編著・共著
- 『アマデウス モーツァルトとサリエーリ』共著 サントリー, 1987
- 『モーツァルト』共編、岩波書店, 1991
- 『モーツァルト』共編、サントリー文化事業部,発売:ティビーエス・ブリタニカ  1991
- 『モーツァルト事典』 東京書籍, 1991
- 『モーツァルトの旅』全5巻 R.アンガーミュラー共著 稲生永写真、音楽之友社, 1991－92
- 『モーツァルト探究』編） 中央公論社, 1992
- 『モーツァルトをひらく鍵』共著 春秋社, 1993
- 『よい音楽家とは』東川清一共編著 音楽之友社, 1996
- 『モーツァルトのイタリア "マエストリーノ"の聖地巡礼、その栄光と蹉跌』(JTBキャンブックス)三雲ひろ太, 西村光司共著、1998
- 『図解雑学 モーツァルトの名曲』 ナツメ社, 2006

### 翻訳
- ジゼール・ブルレ『音楽創造の美学』笹淵恭子共訳 音楽之友社, 1969
- マルセル・シュネデール『ワーグナー』笹淵恭子共訳 白水社, 1969
- マルク・ヴィニャル『マーラー』白水社, 1970
- ロラン・マンシニ『歌唱芸術』白水社(文庫クセジュ)1972
- カローラ・ベルモンテ『モーツァルトと女性』(モーツァルト叢書）栗原雪代共訳、音楽之友社、1974
- カール・ベーア『モーツァルトの死 第2版』小林一夫共訳 (モーツァルト叢書) 音楽之友社、1975
- 『モーツァルト書簡全集』全6巻　高橋英郎共編訳、白水社、1976-2001
- カール・フェルディナント・ポール『ロンドンのモーツァルト』(モーツァルト叢書）大久保一 共訳、音楽之友社、1979.6
- ヨハネス・ダルヒョウ、グンター・ドゥーダ, ディーター・ケルナー『モーツァルトの毒殺』1-2 (モーツァルト叢書) 飯島智子共訳、音楽之友社、1979-80
- パウル・ネットゥル『モーツァルトとフリーメイスン結社』(モーツァルト叢書）栗原雪代共訳、音楽之友社、1981.10
- 『ラルース世界音楽作品事典』遠山一行共訳 福武書店, 1989
- 『ラルース世界音楽事典』遠山一行 福武書店, 1989
- 『ラルース世界音楽人名事典』遠山一行 福武書店, 1989
- 『モーツァルト全集』 小学館, 1990－93
- アーサー・ハッチングス『モーツァルト 人と音楽』茅田俊一共訳、小学館、1994.7
- H.C.ロビンズ・ランドン『モーツァルト最後の年』中央公論新社、2001.2

### 記念論集
- 『モーツァルティアーナ』海老澤敏先生古希記念論文集編集委員会 東京書籍, 2001
- 『新モーツァルティアーナ』海老澤敏先生傘寿記念実行委員会編 音楽之友社, 2011